# Selaginella proxima
Selaginella proxima är en mosslummerväxtart som beskrevs av Rolla Milton Tryon. Selaginella proxima ingår i släktet mosslumrar, och familjen mosslummerväxter. Inga underarter finns listade i Catalogue of Life.